# 藤田タリグ洋一
藤田 タリグ洋一（ふじた タリグよういち、Fujita Tarrig Youichi、1992年9月14日 - ）は、日本のラグビー選手。2018年現在トップリーグ豊田自動織機シャトルズの通訳を務めている。

## プロフィール
- 大阪府出身[1]。
- ポジションはフルバック(FB)。
- 身長 188cm、体重 92kg
- ニックネームはボイラン。
- ニュージーランド学生代表対関西学生代表のリエゾンを務めたことがある[2]

## 来歴
12歳でラグビーを始めた。
2011年、大阪桐蔭高校卒業後、大阪体育大学に入る。
2015年、大阪体育大学卒業後、宗像サニックスブルースに加入。同年9月20日に行われたトップキュウシュウAリーグの福岡銀行ブルーグルーパーズ戦に途中出場で公式戦初出場を果たす。
2018年、宗像サニックスブルースを退団し、同年4月には豊田自動織機シャトルズの通訳に就任した。